# Arthur Bostrom
Arthur Bostrom (ur. 6 stycznia 1955 w Rugby) – brytyjski aktor.
Występował w roli oficera Crabtree w serialu ’Allo ’Allo!, zabawnie kaleczącego język francuski. W odróżnieniu od serialowego bohatera Bostrom potrafi płynnie mówić w tym języku.

## Filmografia
- 1981: Fothergill jako David Tennant
- 1982–1992: ’Allo ’Allo! jako oficer Crabtree
- 1983: The Crystal Cube jako Gareth, Gamma 0001
- 1984: The Body in the Library jako George Bartlett
- 1986: Powrót na Wyspę Skarbów (Return to Treasure Island) jako don Felipe
- 1988: ’Allo ’Allo! At the London Palladium jako Crabtree
- 1994: 99-1 jako Walker
- 1994: ’Allo ’Allo! – wspomnienia (The Best of ’Allo ’Allo!) jako Crabtree

### Udział gościnny
- 1983–1986: Just Good Friends jako Robin
- 1983: Hi-de-hi! jako Hulk